# Автомагістраль AP-2 (Іспанія)
Автомагістраль AP-2, також відома як Autopista del Nordeste (північно-східна автомагістраль), — це автомагістраль на півночі Іспанії, що з’єднує північне узбережжя зі східним узбережжям країни. Вона починається в місті Сарагоса, проходить повз Леріду і закінчується в Ель-Вендрелі, за 70 кілометрів на захід від Барселони, де з'єднується з AP-7. Це платна дорога, яка є частиною європейського маршруту E90.

## Маршрут
Це головна автомагістраль в Іспанії, оскільки вона проходить між Барселоною та Мадридом. Безкоштовна, державна Автовіа A-2 доступна між Мадридом і Сарагосою, а також між Лерідою і Барселоною, але від Сарагоси до Леріди потрібно переїхати на AP-2, або продовжити до Сарагоси рух стандартним шосе N-II.
Вона була закінчена у 1977 році та експлуатувалася згідно з концесійною угодою, якою керує Abertis. Термін дії цієї концесійної угоди закінчився у 2021 році, і право власності на автомагістраль було передано державі, а всі збори по всьому маршруту скасовано.
| # | Від      | До           | Довжина   | Шосе |
| - | -------- | ------------ | --------- | ---- |
| 1 | Сарагоса | Фрага        | 121,49 км | АП-2 |
| 2 | Фрага    | Леріда       | 29.05 км  | АП-2 |
| 3 | Леріда   | Ель Вендрель | 107.17 км | АП-2 |